# Gare de Champigneulles
La gare de Champigneulles est une gare ferroviaire française de la ligne de Noisy-le-Sec à Strasbourg-Ville (Paris - Strasbourg), située sur le territoire de la commune de Champigneulles, banlieue nord de Nancy, dans le département de Meurthe-et-Moselle, en région Grand Est.
C'est une halte ferroviaire de la Société nationale des chemins de fer français (SNCF) desservie par des trains TER Grand Est.

## Situation ferroviaire
Ancienne gare de bifurcation, la gare de Champigneulles est située au point kilométrique (PK) 347,179 de la ligne de Noisy-le-Sec à Strasbourg-Ville, entre les gares de Frouard et de Nancy-Ville. Elle était l'origine de la ligne de Champigneulles à Sarralbe (déclassée) et de la ligne de Champigneulles à Houdemont (déclassée). Son altitude est de 197 m.

## Histoire
La gare de Champigneulles est située sur une étroite bande de terre entre la Moselle et le Canal de la Marne au Rhin et la Moselle. Elle ouvre aux voyageurs[Quand ?] sur une portion de la ligne Paris - Strasbourg ouverte le 10 juillet 1850 entre Nancy et Frouard.
Elle devient une gare de bifurcation le 21 juin 1873 lors de l'inauguration de la Ligne de Champigneulles à Château-Salins. Le 16 mai 1881 est inaugurée la ligne de Champigneulles à Houdemont, créée pour desservir la gare aux marchandises de Nancy-Saint-Georges.
Le bâtiment voyageurs est une version agrandie des gares "Est" de type C avec partie centrale sous bâtière transversale flanquée par deux ailes à deux étages. Ce bâtiment a depuis été démoli et la gare de Champigneulles est maintenant une simple halte avec des abris de quais.

## Fréquentation
De 2015 à 2024, selon les estimations de la SNCF, la fréquentation annuelle de la gare s'élève aux nombres indiqués dans le tableau ci-dessous.
| Année     | 2015   | 2016   | 2017  | 2018   | 2019   | 2020   | 2021   | 2022   | 2023   | 2024   |
| --------- | ------ | ------ | ----- | ------ | ------ | ------ | ------ | ------ | ------ | ------ |
| Voyageurs | 18 940 | 13 210 | 9 340 | 11 239 | 14 994 | 12 645 | 17 742 | 24 859 | 22 816 | 23 316 |

## Service des voyageurs

### Accueil
Halte SNCF, c'est un point d'arrêt non géré (PANG) à entrée libre. On ne peut y acheter de billet de train, mais il y a un composteur permettant de valider les passes de bus. En effet, les pass MixCités permettent de rejoindre Nancy ou encore Frouard, en bref de circuler sur le réseau urbain de la métropole du Grand Nancy.
Une passerelle permet la traversée des voies et le passage d'un quai à l'autre.

### Desserte
Champigneulles est desservie par des trains TER Grand Est qui effectuent des missions entre les gares : de Nancy-Ville et de Metz-Ville ; de Nancy-Ville et de Luxembourg.

### Intermodalité
Un parking pour les véhicules y est aménagé.

## Service des marchandises
La gare de Champigneulles est ouverte au service du fret.